# Mini Macho
Mini Macho (Großer Mann ganz klein !) est un téléfilm allemand réalisé par Sebastian Vigg et diffusé en 2013.

## Fiche technique
- Titre original : Großer Mann ganz klein !
- Réalisation : Sebastian Vigg
- Scénario : Michael Kenda
- Photographie : Thomas Schinz
- Musique : Thomas Klemm
- Durée : 82 minutes
- Date de diffusion :
  -  France : 23 avril 2014 sur M6

## Distribution
- Felicitas Woll : Ina Hoffman
- Kim Luisa Grotz : Johanna Hoffman
- Stephan Luca : Alex Kaiser
- Sonja Kirchberger : Simone Berger
- Thomas Kügel : Andreas Feldt
- Andrea Leonetti : Yvonne
- Michael Baral : Paul
- Till Florian Beyerbach : Timm
- Michael Markfort : Abraham
- Simone Bechtel : Simones Freundin
- Jörg Rühl : Torbens Vater